# Mario Fernández
Pour les articles homonymes, voir Fernández.
Mario Fernández Baeza (né le 22 novembre 1947), est un homme politique chilien. 
Il est Ministre de la Défense de 2000 à 2002 et Secrétaire général de la présidence de 2002 à 2003. 